# 朝鮮王陵
座標: 北緯37度11分50秒 東経128度27分10秒 / 北緯37.19722度 東経128.45278度
朝鮮王陵（ちょうせんおうりょう）は、大韓民国と朝鮮民主主義人民共和国にある朝鮮王朝時代の歴代王族の王陵である。朝鮮王陵は、1408年から1966年のおよそ5世紀にわたって造られた。2009年6月27日に韓国が申請した朝鮮王陵40基がユネスコにより世界遺産として登録された。韓国で世界遺産として登録されたものとしては9番目である。
朝鮮王陵の共通な特徴は風水により背後に丘があり、南側は水域に面する。また、紅箭門、丁字閣、碑閣、水剌間などの一連の建物があり、墓域周辺には石人または石獣の石造物が置かれる。

## 朝鮮王陵一覧
なお李氏朝鮮の王陵には、現在の北朝鮮にある穆祖、翼祖、度祖、桓祖とその妃の陵墓も含まれる。また以下の一覧のうち、燕山君墓、光海君墓、北朝鮮にある神懿王后の斉陵と定宗・定安王后の厚陵は、世界遺産には含まれていない。
| 被葬者                                          | 陵号                | 埋葬時期                    | 位置 | 大韓民国指定史跡番号    | 備考 |
| ----------------------------------------------- | ------------------- | --------------------------- | --- | ----------------------- | --- |
| 太祖李成桂 神懿王后韓氏 神徳王后康氏            | 健元陵 斉陵 貞陵    | 1408年 1391年 1396年        | 楊州倹岩山 / 京畿道九里市仁倉洞 豊徳北粟村 / 北朝鮮開城市豊徳郡 楊州沙河里 / ソウル特別市城北区貞陵洞              | 193号 208号             | 東九陵 神徳王后、漢城皇華坊北原に初めて埋葬、太宗9年に移葬                                                                                      |
| 定宗李芳果 定安王后金氏                         | 厚陵                | 1419年 1412年               | 豊徳興教洞 / 開城市 定宗陵と同じ                                                                                   |                         | |
| 太宗李芳遠 元敬王后閔氏                         | 献陵                | 1420年                      | 広州郡大母山 / ソウル特別市瑞草区内谷洞 太宗陵と同じ                                                               | 194号                   | 純祖仁陵と併せて“献仁陵” |
| 世宗李裪 昭憲王后沈氏                           | 英陵                | 1450年 1446年               | 驪州北城山 / 京畿道驪州郡陵西面（英寧陵） 世宗陵と同じ                                                             | 195号                   | 当初広州献陵の西に葬る、睿宗元年に移葬 |
| 文宗李珦 顕徳王后権氏                           | 顕陵                | 1452年 1441年               | 京畿道九里市仁倉洞 文宗陵と同じ                                                                                    | 193号                   | 東九陵 |
| 端宗李弘暐 定順王后宋氏                         | 荘陵 思陵           | 1457年 1521年               | 江原特別自治道寧越郡寧越邑 楊州群楊里望東峰 / 京畿道南楊州市榛接邑                                                 | 196号 209号             | 1698年に王陵になる。 1698年に王妃陵になる。 |
| 世祖李瑈 貞熹王后尹氏                           | 光陵                | 1468年 1483年               | 楊州注葉山直洞 / 京畿道南楊州市榛接邑 世祖陵の東にあり                                                             | 197号                   | |
| 徳宗李暲 昭恵王后韓氏                           | 敬陵                | 1457年 1504年               | 高陽東蜂峴 / 京畿道高陽市徳陽区龍頭洞 徳宗陵の右                                                                   | 198号                   | 西五陵 |
| 睿宗李晄 章順王后韓氏 安順王后韓氏              | 昌陵 恭陵 昌陵      | 1469年 1461年 1498年        | 高陽敬陵の北 / 京畿道高陽市徳陽区龍頭洞 坡州南普施洞 / 京畿道坡州市条里邑 睿宗陵の左                               | 205号 198号             | 西五陵 坡州三陵 |
| 成宗李娎 恭恵王后韓氏 貞顕王后尹氏              | 宣陵 順陵 宣陵      | 1494年 1474年 1530年        | 広州西学堂洞 / ソウル特別市江南区三成洞 坡州恭陵の南 / 京畿道坡州市条里邑 成宗陵の左                               | 199号                   | 中宗靖陵と併せて“宣靖陵” 坡州三陵 |
| 燕山君李㦕 廃妃慎氏                             | 燕山君墓            | 1513年 1537年               | ソウル特別市道峰区                                                                                                 | 362号                   | 当初は流刑地江華島に埋葬、1513年の中宗のころに現在地に移葬。最初は王族の礼を以って埋葬、王陵ではない。1830年に大君墓の改められる。              |
| 中宗李懌 端敬王后慎氏 章敬王后尹氏 文定王后尹氏 | 靖陵 温陵 禧陵 泰陵 | 1544年 1557年 1562年 1565年 | 広州西学堂洞 / ソウル特別市江南区三成洞 京畿道楊州市長興面日迎里 京畿道高陽市徳陽区元堂洞 ソウル特別市蘆原区孔陵洞 | 199号 210号 200号 201号 | 成宗宣陵と併せて“宣靖陵” 西三陵 明宗康陵と併せて“泰康陵”                                                                                        |
| 仁宗李峼 仁聖王后朴氏                           | 孝陵                | 1544年 1577年               | 高陽禧陵の西岡/ 京畿道高陽市徳陽区元堂洞 仁宗陵と同じ                                                              | 200号                   | 西三陵 |
| 明宗李峘 仁順王后沈氏                           | 康陵                | 1567年 1575年               | 楊州泰陵の東/ ソウル特別市蘆原区孔陵洞 明宗陵と同じ                                                                | 201号                   | 文定王后泰陵と併せて“泰康陵” |
| 宣祖李昖 懿仁王后朴氏 仁穆王后金氏              | 穆陵                | 1608年 1600年 1632年        | 楊州健元陵第2岡 / 京畿道九里市仁倉洞 穆陵の左                                                                      | 193号                   | 東九陵。当初健元陵の西に埋葬、仁祖8年に移葬 初号“裕陵” 初号“恵陵”                                                                               |
| 光海君李琿 廃妃柳氏                             | 光海君墓            | 1643年                      | 京畿道南楊州市 | 363号                   | 王族の礼を以って埋葬。王陵ではない。 |
| 元宗李琈 仁献王后具氏                           | 章陵                | 1627年 1626年               | 金浦后岡 / 京畿道金浦市豊舞洞                                                                                      | 202号                   | 当初楊州群楊里に埋葬、陵号“興慶園”、仁祖5年移葬 当初楊州群場里に埋葬、陵号“毓慶園”                                                              |
| 仁祖李倧 仁烈王后韓氏 荘烈王后趙氏              | 長陵 徽陵           | 1731年 1635年 1688年        | 坡州交河旧治 / 京畿道坡州市炭県面 仁祖陵と同じ 楊州健元陵の西 / 京畿道九里市仁倉洞                                 | 203号                   | 当初坡州の北の雲川里に埋葬、英祖7年移葬 東九陵                                                                                                  |
| 孝宗李淏 仁宣王后張氏                           | 寧陵                | 1673年 1674年               | 驪州郡英陵東弘済洞 / 京畿道驪州郡陵西面 孝宗陵と同じ                                                               | 195号                   | 当初楊州健元陵の西に埋葬，顕宗14年移葬。世宗英陵と併せ“英寧陵”                                                                                  |
| 顕宗李棩 明聖王后金氏                           | 崇陵                | 1674年 1683年               | 楊州健元陵西南の別所 / 京畿道九里市仁倉洞 顕宗陵と同じ                                                             | 193号                   | 東九陵 |
| 粛宗李焞 仁敬王后金氏 仁顕王后閔氏 仁元王后金氏 | 明陵 翼陵 明陵      | 1701年 1680年 1701年 1757年 | 高陽敬陵の東/ 京畿道九里市仁倉洞 粛宗陵と同じ 粛宗陵の右                                                           | 198号                   | 西五陵 |
| 景宗李昀 端懿王后沈氏 宣懿王后魚氏              | 懿陵 恵陵 懿陵      | 1724年 1718年 1730年        | 楊州南天蔵山 / ソウル特別市城北区石串洞 楊州崇陵の左 / 京畿道九里市仁倉洞 景宗陵と同じ                             | 204号 193号             | 東九陵 |
| 英祖李昑 貞聖王后徐氏 貞純王后金氏              | 元陵 弘陵 元陵      | 1776年 1757年 1805年        | 楊州健元陵の右/ 京畿道九里市仁倉洞 高陽昌陵の左/ 京畿道高陽市徳陽区龍頭洞 英祖陵と同じ                             | 193号 198号             | 東九陵 西五陵 |
| 真宗李緈 孝純王后趙氏                           | 永陵                | 1728年 1751年               | 坡州順陵の左 / 京畿道坡州市条里邑 真宗陵と同じ                                                                     | 205号                   | 恭陵、順陵と併せて“坡州三陵” |
| 荘祖李愃 献敬王后洪氏                           | 隆陵                | 1761年 1815年               | 水原旧治後花山 / 京畿道華城市安寧洞 荘祖陵と同じ                                                                   | 206号                   | 当初楊州拝峰山に埋葬、“永佑園”と号す、正祖13年に水原に移葬し“顕隆園”に改名、のち改称「隆陵」。正祖健陵と併せて“隆健陵”                          |
| 正祖李祘 孝懿王后金氏                           | 健陵                | 1800年 1821年               | 水原旧治花山顕隆園西岡/ 京畿道華城市安寧洞 正祖陵と同じ                                                            | 206号                   | 荘祖隆陵と併せて“隆健陵”。当初顕隆園の東に埋葬、純祖21年移葬                                                                                    |
| 純祖李玜 純元王后金氏                           | 仁陵                | 1834年 1857年               | 広州献陵の右/ ソウル特別市瑞草区内谷洞 純祖陵と同じ                                                                | 194号                   | 太宗献陵と併せて“献仁陵”。当初交河旧治に埋葬、哲宗7年移葬                                                                                       |
| 翼宗李旲 神貞王后趙氏                           | 綏陵                | 1830年 1890年               | 楊州健元陵の左 / 京畿道九里市仁倉洞 翼宗陵と同じ                                                                   | 193号                   | 東九陵。当初葬懿陵の左に埋葬，名“延慶園，のちに綏陵と改名。憲宗12年楊州龍馬峰下に移葬、哲宗6年に現在位置に移葬                                  |
| 憲宗李烉 孝顕王后金氏 孝定王后洪氏              | 景陵                | 1849年 1843年 1903年        | 楊州健元陵の西/ 京畿道九里市仁倉洞 憲宗陵と同原異封                                                                | 193号                   | 東九陵 |
| 哲宗李昪 哲仁王后金氏                           | 睿陵                | 1863年 1878年               | 高陽禧陵の右 / 京畿道高陽市德陽区元堂洞 哲宗陵と同原異封                                                           | 200号                   | 西三陵 |
| 高宗李㷩 明成皇后閔氏                           | 洪陵                | 1919年                      | 京畿道南楊州市金谷洞 高宗陵と同じ                                                                                  | 207号                   | 大韓皇帝として埋葬 明成皇后は当初ソウル特別市清凉洞に埋葬、1897年皇后に追尊され移葬、南楊州崇陵の右、陵号“粛陵”。1919年にさらに移葬、洪陵と合葬 |
| 純宗李坧 純明孝皇后閔氏 純貞孝皇后尹氏          | 裕陵                | 1926年 1904年 1966年        | 京畿道南楊州市金谷洞 純宗陵と同じ                                                                                  | 207号                   | 高宗洪陵と併せて“洪裕陵”または“金谷陵” |

## 所在地
王陵の所在地は李氏朝鮮の首都である漢陽を中心に郊外に点在する。

## 出典

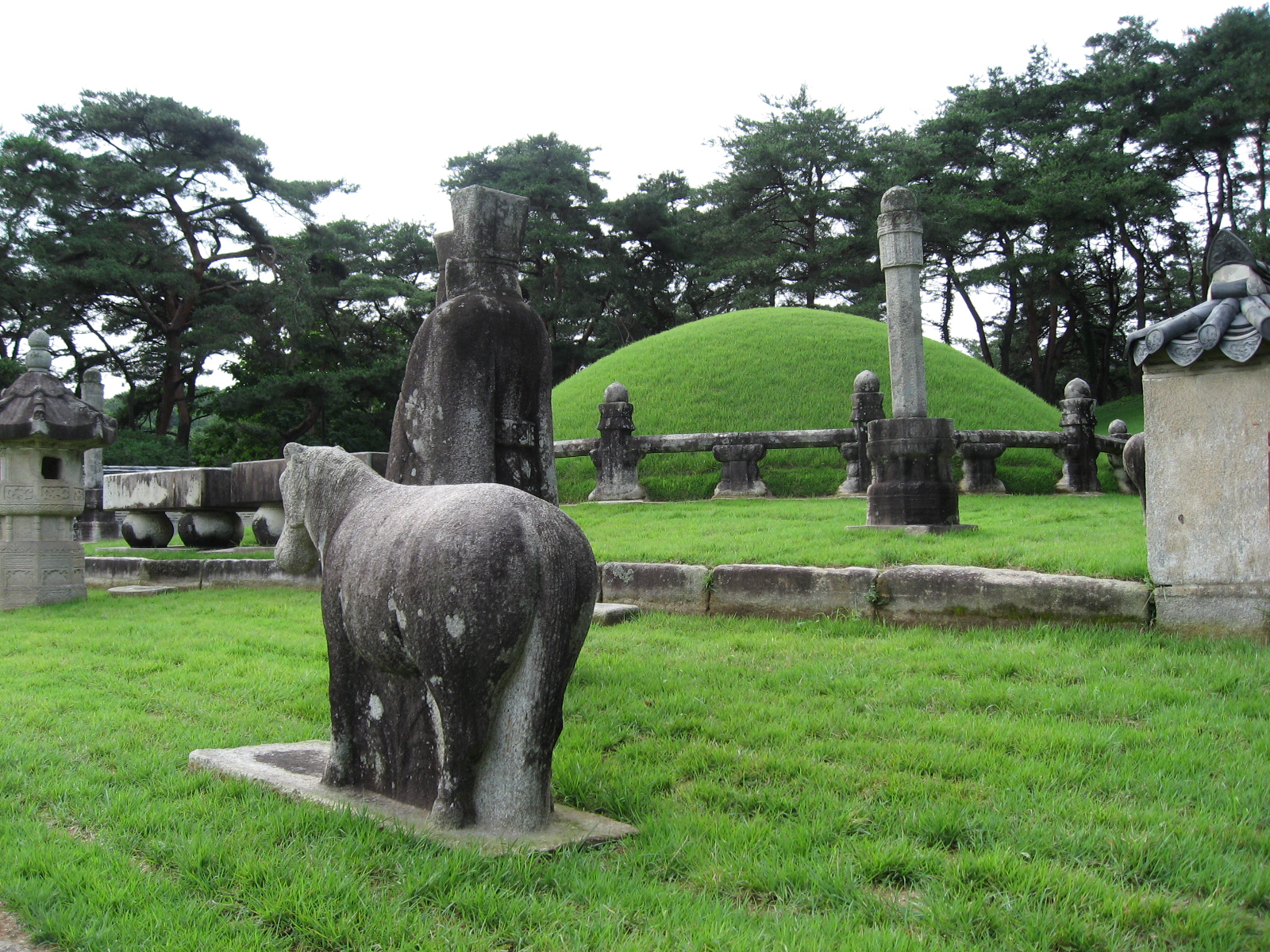
世宗の王陵
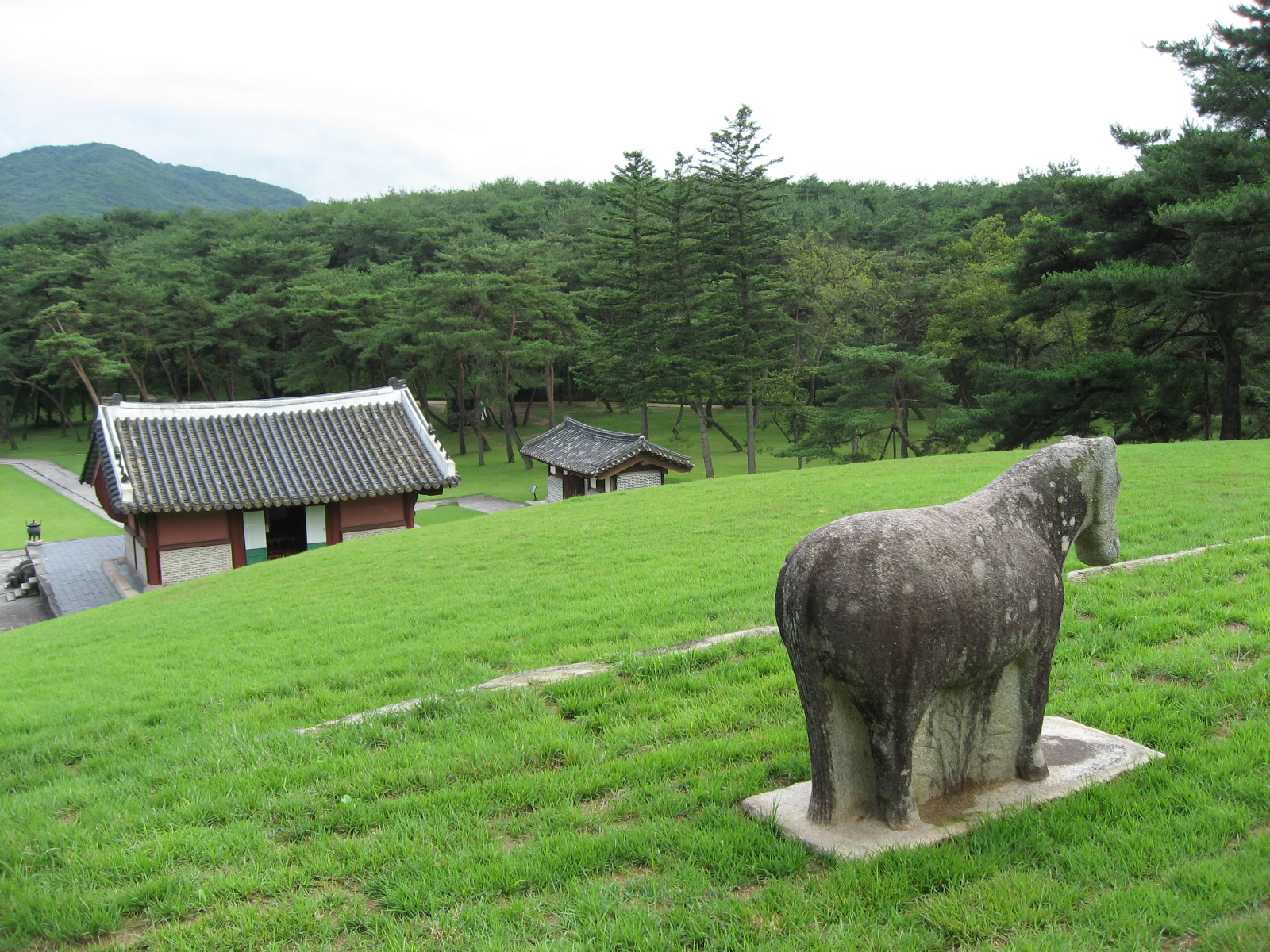
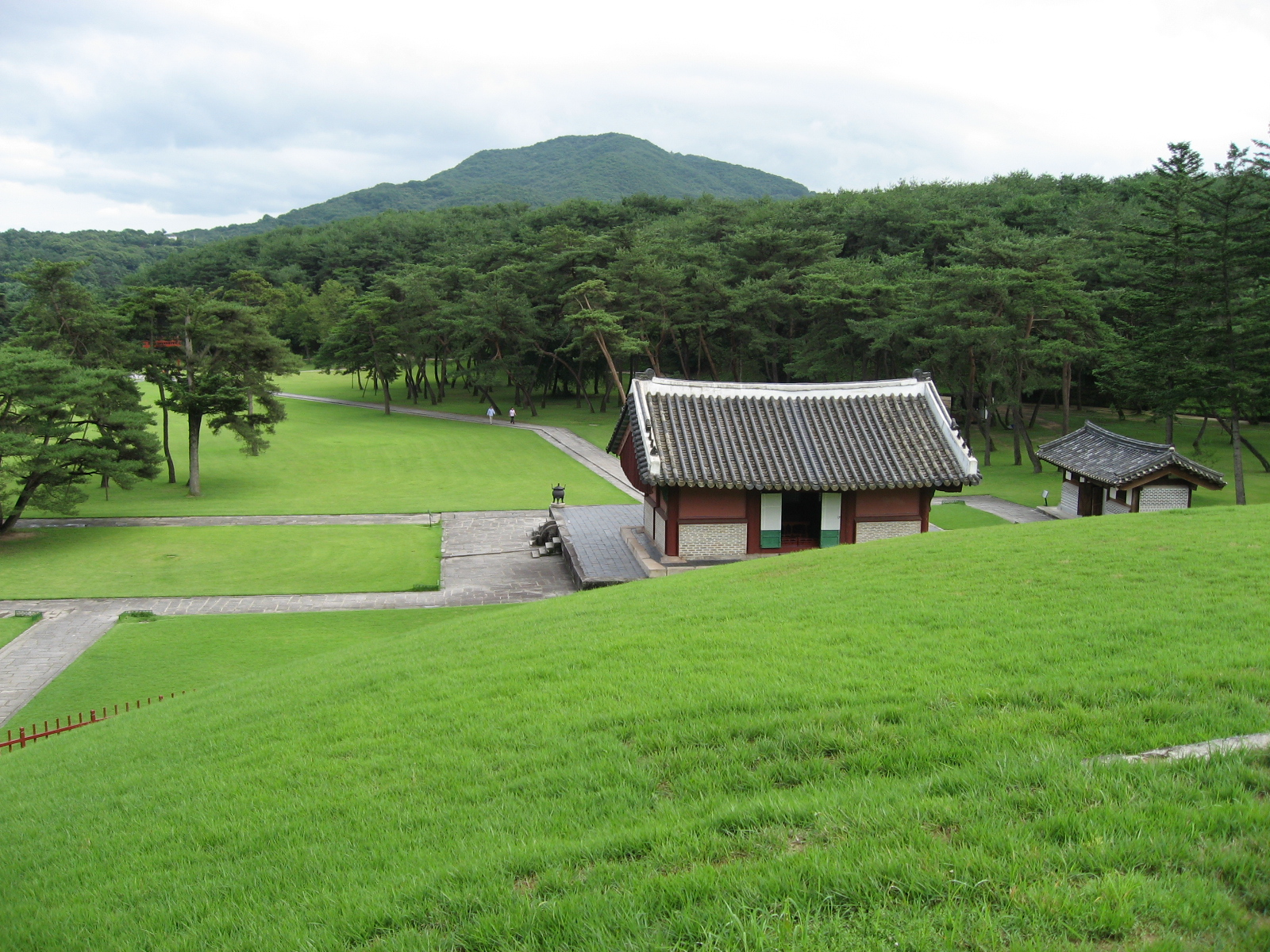

### ソウル特別市
- ソウル特別市（李氏朝鮮のかつての首都）

### 京畿道
- 九里市（東九陵）
- 高陽市（西五陵、西三陵）
- 楊州市
- 南楊州市
- 坡州市（坡州三陵）
- 広州市
- 水原市
- 華城市
- 金浦市
- 驪州市

### 江原特別自治道
- 寧越郡

### 開城市
- 開城市（朝鮮民主主義人民共和国）

## 登録基準
この世界遺産は世界遺産登録基準のうち、以下の条件を満たし、登録された（以下の基準は世界遺産センター公表の登録基準からの翻訳、引用である）。
- (3) 現存するまたは消滅した文化的伝統または文明の、唯一のまたは少なくとも稀な証拠。
- (4) 人類の歴史上重要な時代を例証する建築様式、建築物群、技術の集積または景観の優れた例。
- (6) 顕著で普遍的な意義を有する出来事、現存する伝統、思想、信仰または芸術的、文学的作品と直接にまたは明白に関連するもの（この基準は他の基準と組み合わせて用いるのが望ましいと世界遺産委員会は考えている）。